# Les Rives
Rives – miejscowość i gmina we Francji, w regionie Oksytania, w departamencie Hérault.
Według danych na rok 1990 gminę zamieszkiwały 102 osoby, a gęstość zaludnienia wynosiła 4 osoby/km² (wśród 1545 gmin Langwedocji-Roussillon Rives plasuje się na 800. miejscu pod względem liczby ludności, natomiast pod względem powierzchni na miejscu 268.).